# 本所 (墨田區)
本所（日语：／ Honjo */?）是東京都墨田區的地名。郵遞區號為130-0004。

## 地理
本所地域一部分。

## 歷史
江戶時代這一帶與深川是擴大化的江戶新興居住區域一部分。幕末是江川太郎左衛門屋敷所在地。明治時代後，設置本所區。本所區在昭和22年 (1947) 與向島區合併成立現在的墨田區。
明治時代起此地成為工業地帶。大正12年（1923）的關東大地震導致本所區九成地區燒毀，約4萬8千人死亡。另外在東京大空襲中也受害嚴重。

### 地名由來
來自於中世的莊園制度。本所是中世的莊園名稱。

## 設施
- 獅王本社

## 備註
1. ↑  墨田区世帯人口現況8月分[永久]

## 外部連結
- 墨田區官方網站 （页面存档备份，存于）